# Ткачук Анатолій Павлович
Анатолій Павлович Ткачук (нар. 24 серпня 1950) — український композитор та диригент.

## Життєпис
Народився на Вінниччині. Закінчив класу труби Київської музичної школи ім. В. Косенко, потім музичне училище ім. Р. М. Глієра, клас професора М. Бердиєва.
З 1968 по 1973 рік проходив службу у військовому оркестрі Київського вищого артилерійського інженерного училища. У 1978 році закінчив військово-диригентський факультет Московської консерваторії та був направлений за спеціальністю до контингенту ГРВН, де досяг значних успіхів на посаді диригента оркестру дислокованого в Гарделегені 41-го мотострілецького Берлінського полку.
Від 1983 року начальник оркестру Чернігівського вищого авіаучилища. На основі оркестру створив потужний «Біг-бенд», який згодом став лауреатом фестивалю «Естрада-90» і посів перше місце серед оркестрів Київського військового округу.
З 1988 року викладач музичного училища ім. Л. М. Ревуцького класу диригування, інструментування і читання партитур. У 1995-му створив місцевий симфонічний оркестр і став його головним диригентом.
Художній керівник філармонічного духового оркестру і головний диригент Чернігівського академічного українського музично-драматичного театру ім. Т. Г. Шевченка.

## Список творів
У доробку понад 90 творів для духового оркестру, зустрічних та стройових маршів, гімнів, музичних поем та пісень.

### Марші
1. «Славутич»
2. «Козак»
3. «Похідний»
4. Зустрічний марш «Україна»
5. Зустрічний марш «Святковий»
6. Весна Перемоги
7. Гей, соколи
8. Гуцулка Ксеня
9. Ми діти твої, Україно
10. Юний музикант
11. Звитяга
12. Зеленеє жито
13. Козаки в поході
14. Козацька січ
15. Молодість
16. Моя земля
17. Переможець
18. На варті миру
19. Парадний
20. Парад козаків
21. Парад оркестрів
22. Перемога

та ін.